# Carlos António Moreno

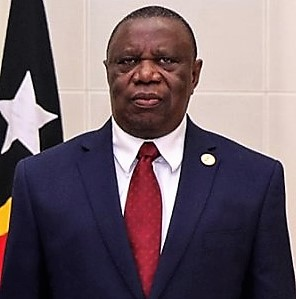
Carlos António Moreno in Osttimor (2019)

Carlos António Moreno ist ein Diplomat von Guinea-Bissau.
Am 13. Februar 2019 übergab Moreno seine Akkreditierung als Botschafter Guinea-Bissaus in Indonesien. Zudem war er auch für Osttimor akkreditiert. 2021 wurde er von António Serifo Embaló abgelöst.